# レイメイズ
『レイメイズ』 (RAIMAIS) は、1988年にタイトーよりアーケードゲームとして稼働を開始したドットイートゲームである。
自機「オルガナイザー」を操作し、敵を避けながら迷路内に点在するエナジープレートを全て取って脱出し、捕らわれた弟を救出するのがゲームの目的である。
同年にディスクシステム用ソフトとして『遊メイズ』のタイトルで移植された。
アーケード版は、日本国内ではPlayStation 2用ソフト『タイトーメモリーズ 下巻』（2005年）に収録された他、欧州や北米ではPlayStation 2ならびにXbox、Windows用ソフトとして発売された『Taito Legends 2 』（2006年）に収録された。その他、PlayStation Portable用ソフト『タイトーメモリーズ ポケット』（2006年）にも収録されている。
2021年にアーケードアーカイブスの1作品としてPlayStation 4版とNintendo Switch版が配信。

## 概要
当時既に古典とされていた『ヘッドオン』（1979年、セガ）や『パックマン』（1980年、ナムコ）などの「ドットイートゲーム」を現代風にアレンジし、リメイクした作品が本作である。『ブロックくずし』（1976年）をリメイクしてヒット作となった同社の『アルカノイド』（1986年）と同様に、多彩な敵キャラクターやパワーアップアイテムなどの新たな付加要素・アイデアが導入されている。
4方向レバーと2ボタン（アイテム、加速）で自機「オルガナイザー」を操作し、敵を避けながら迷路内に点在するエナジープレートを全て取って、迷路内の上下左右にあるドアから脱出するとラウンドクリアとなる。全33ラウンド。ステージのパターンは125種類用意されており、ステージのドアを通過した方向で変化する。
本作のシステム基板であるLシステムは8ビットCPUを搭載した廉価かつ小型のものであり、当時の水準でも、控えめな性能の基板であったが、ステージの合間のドラマシーンでは当時としては珍しいフルボイスによる会話がある。ゲーム中のBGMはMar.（ZUNTATA）が担当している。
マルチエンディング制を採用をしており、プレイの進行内容によって3つに変化する。また、海外版では最終ラウンドのない32ラウンド制になっており、ドラマシーンがすべてカットされ、エンディングが1パターンのみなど大きく仕様が異なっている。

## ゲーム内容

### アイテム
特定のエナジープレートを通過して取ったときに出現し、触れると取得できる。出現するアイテムはランダムではなく、ラウンドによって配置が決まっている。
- レーザー（L） - 敵を破壊できるレーザーキャノンが発射できる。ボタンは押しっぱなしで自動連射が可能。アイテムを取るごとに画面に同時に発射可能な弾数が増え、最大4連装となる。アイテム取得後に自機が破壊されても、残機があれば効果は無くならない。ステージをクリアすると効果は消滅する。ボスと戦うことになるリバースラウンドでは必ず出現する。
- スロー（S） - 敵のスピードがダウンする。
- ブレイク（B） - 2つのドアがオープン。入れば次のステージに行ける。
- アーム（A） - プレイヤーをバリアで包む。4段階まで。
- クラッシュ（C） - エナジープレート（ドット）の耐久度を1段階消去。
- プレイヤーエクステンド（P） - 自機の残数が1機増加する。
- アザールート（O） - ボスが登場する「リバースラウンド」へ進める。クリアすると「ガムカン」という生物がヒントをくれる。
- レインボー（R） - ランダムで何かが起こる。

### ミスの条件
- 敵や敵の車にぶつかる。
- 通れない電気の電線に当たる。
- ルートにあるゲートに挟まる。
- 敵の攻撃を受ける。
- 一定時間経過またはクリア後10秒経過に永久パターン防止キャラとして登場する、落下する隕石に当たる。

## ストーリー
今から100年後の未来社会では、ホログラフによって形成された立体迷宮での非合法なレースが密かに開催されていた。暴走族 "ESTROUS CATS" の元リーダーであった主人公・緑川理香は、レースに負けて地下組織に捕らわれた弟・緑川誠を助け出すため、リタイヤすれば組織の一員として身を委ねるという条件のもと、オルガナイザーを駆ってレースに挑むことを決意する。

## 移植版
| No. | タイトル                                 | 発売日                                              | 対応機種                      | 開発元   | 発売元                       | メディア                              | 型式                             | 売上本数 | 備考                                                                         |
| --- | ---------------------------------------- | --------------------------------------------------- | ----------------------------- | -------- | ---------------------------- | ------------------------------------- | -------------------------------- | -------- | ---------------------------------------------------------------------------- |
| 1   | 遊メイズ                                 | 1988年9月13日                                       | ディスクシステム              | タイトー | タイトー                     | ディスクカード両面                    | TFD-UMZ                          | -        |                                                                              |
| 2   | タイトーメモリーズ 下巻                  | 2005年8月25日                                       | PlayStation 2                 | タイトー | タイトー                     | DVD-ROM                               | SLPM-66092                       | -        | アーケード版の移植                                                           |
| 3   | Taito Legends 2                          | 2006年3月31日 PS2: 2007年5月16日 Win: 2007年7月28日 | PlayStation 2 Xbox Windows    | タイトー | Empire Interactive Destineer | DVD-ROM                               | PS2 SLES-53852 SLUS-21349        | -        | アーケード版の移植、Xbox版は欧州のみの発売                                   |
| 4   | タイトーメモリーズ 下巻 TAITO BEST       | 2006年9月7日                                        | PlayStation 2                 | タイトー | タイトー                     | DVD-ROM                               | TCPS-10164                       | -        | 廉価版、アーケード版の移植                                                   |
| 5   | タイトーメモリーズ ポケット              | 2006年1月5日 2006年10月6日 2007年5月17日            | PlayStation Portable          | タイトー | タイトー                     | UMD                                   | ULJM-05076 ULES-00473 ULUS-10208 | -        | アーケード版の移植                                                           |
| 6   | タイトーメモリーズ 下巻 エターナルヒッツ | 2007年6月28日                                       | PlayStation 2                 | タイトー | タイトー                     | DVD-ROM                               | SLPM-66776                       | -        | 廉価版、アーケード版の移植                                                   |
| 7   | レイメイズ                               | 2021年11月18日                                      | PlayStation 4 Nintendo Switch | タイトー | ハムスター                   | ダウンロード (アーケードアーカイブス) | -                                | -        | アーケード版の移植                                                           |
| 8   | レイメイズ                               | 2022年3月2日                                        | イーグレットツー ミニ         | 瑞起     | タイトー                     | プリインストール                      | -                                | -        | アーケード版の移植 本体にあらかじめインストールされた40作品の1つとして収録。 |

ファミリーコンピュータ版
- タイトルは『遊メイズ』(YOUMAIS)となっている。ディスクシステムにて発売。完全移植ではなく、『レイメイズ』に登場する「ボスとの戦闘シーン」がカットされているなど、ファミコンのハード性能に合わせてアレンジがなされている。

PlayStation 2版
- 2005年8月25日発売の『タイトーメモリーズ 下巻』に収録。

PlayStation Portable版
- 2006年1月5日発売の『タイトーメモリーズ ポケット』に収録。

アーケードアーカイブス
- こだわり設定で、オリジナル基板で間違って行われていたステージカウントの表記を修正して遊ぶことが可能。その場合、隠しエンディングに到達することも可能になる。

## 開発
幻のシナリオボイス
基板本体のサウンドテスト機能では1つ（code=$49「これはテストバージョンだ」）を除いて音声を聴くことができない。ただし、嗚呼栄光の甲子園などの同一のサウンド構成を持つ別タイトル基板にサウンドROMを移植することで、一連のシナリオボイスを試聴できる。中でも以下の3つはゲーム中ではいかなる方法でも聞くことができず、ゲームシナリオのどんでん返しとして用意されつつ未使用であると考えられながらも、真相は長らく不明であった。
- code=$60「こいつぁ驚いた、本当に此処まで来るとはな。最短コースでミスはゼロでだ」
- code=$62「もう狂言はおしまいだ、姉貴には死んでもらうぜ」
- code=$63「馬鹿だよ姉貴は、リタイアすればよかったんだよ…」

上記の未収録ボイスは、サウンドトラック『タイトーDJステーション -G.S.M. TAITO 5-』（1990年）のトラック13に収録されている。
後に、ある条件を満たすと出現する隠しエンディングのものであることが判明した。しかし、その条件のひとつであるステージカウントがゲームのバグにより正しく行われず、条件を満たすことはどうプレイしても不可能である。
2021年にリリースされたアーケードアーカイブス版では、オプション設定に「面セレクトのカウント」に関する項目があり、ONにした状態でノーミス・最短ルート・ひかりのカガミを所持した状態で最終ラウンドに到達すると、上記のボイスが使用される隠しエンディングを見ることができる。

## スタッフ
アーケード版
- 藤田朗、藤末一郎、石井岳、津森康男、海道賢仁、石川幸生、三方一哉、栗城源也、讃岐平、藤田允、高木正彦、八木下直人、荒川太郞、深見梨加、鎗田準次、藤原英裕、西村年幸、辻野浩司、見城こうじ

ファミリーコンピュータ版
- チーフ・プログラマー：F.SHIMIZU
- キャラクター・デザイナー：おぎゆうじ
- サウンド・プログラマー：みずぐちいさお、KOSHI
- バグ・チェッカー：N.SUZUKI、Y.KOMIYA
- ゲーム・デザイナー：NONO YAMANA
- プロデューサー：SHOTARO、P.M.D.C
- スペシャル・サンクス：藤田朗

## 評価
ファミリーコンピュータ版
- ゲーム誌『ファミコン通信』の「クロスレビュー」では4、6、7、6の合計23点（満40点）となっている[4]。レビュアーは『ヘッドオン』のパワーアップ版と言え、簡単なようで難しいのがいい、BGMは変だが引き込まれる、1日の僅かな時間だけ遊ぶにはいいが展開が同じなため何時間も遊ぶと辛い、『スペースチェイサー』のリメイクとも言えるためやや古めかしくつまらなくはないがたまに遊ぶ程度にはいいとした[4]。

- ゲーム誌『ファミリーコンピュータMagazine』の読者投票による「ゲーム通信簿」での評価は以下の通りで、14.30点（満25点）となっている[5]。

| 項目 | キャラクタ | 音楽 | 操作性 | 熱中度 | お買得度 | オリジナリティ | 総合  |
| 得点 | 2.80       | 2.80 | 2.90   | 2.90   | -        | 2.90           | 14.30 |

- ゲーム誌『ユーゲー』では、「タイトーらしい退廃的な未来観に包まれた世界は、単なるドットイートを信じられないほどドラマチックに演出しており、単純な作品には終わっていない」「全体的には悪くない完成度だった」とし、概ね肯定的な評価をしている。ただし、「『巨大昆虫メカ』が登場しない、最終面の『タイムギャル』が一瞬しかないなど、移植作としては不満もある」と一部演出に関しては否定的である[6]。